# Herbert Kroemer
Herbert Kroemer (Weimar, 25 augustus 1928 – 8 maart 2024) was een Duitse-Amerikaanse natuurkundige, die in 2000 met Zjores Ivanovitsj Alferov de helft van de Nobelprijs voor de Natuurkunde won: "voor het ontwikkelen van halfgeleider heterostructuren die gebruikt worden in zeer snelle opto-elektronica". Jack Kilby won in 2000 de andere helft van de Nobelprijs.

## Biografie
Na het eindexamen aan het Friedrich-Schiller-gymnasium in Weimar begon Kroemer in 1947 aan een studie natuurkunde aan de Universiteit van Jena. Hier bezocht hij onder andere de colleges van Friedrich Hund. Toen hij tijdens de Berlijnse luchtbrug een stage in Berlijn volgde maakte hij van de mogelijkheid gebruik om naar het Westen te vluchten. Hij zette zijn studie voort aan het Georg-August-Universität Göttingen. In 1952 promoveerde hij onder Richard Becker op het gebied van de theoretische natuurkunde over effecten van hete elektronen in transistoren. Aansluitend werkte hij als toegepast theoreticus, zoals hij zichzelf noemde, bij de Fernmeldetechnisches Zentralamt FTZ van de Deutsche Bundespost.
In 1954 vertrok hij naar de Verenigde Staten en werkte hij bij verscheidene onderzoeksinstituten in Princeton en Palo Alto. Hij doceerde van 1968 tot 1976 als hoogleraar elektrotechniek aan de Universiteit van Colorado te Boulder en stapte aansluitend naar de Universiteit van Californië - Santa Barbara UCSB over.

## Werk
Kroemer had een voorkeur te werken aan problemen die op de mainstreamtechnologie vooruitliepen. In de jaren 1950 vond hij de drifttransistor uit. Hij was de eerste, die aangaf dat in verscheidene halfgeleidercomponenten voordeel kon worden verkregen door heterojuncties in deze componenten te integreren. In 1963 stelde hij de dubbele heterostructuurlaser voor, nu een centraal concept voor halfgeleiderlasers. Hiermee werd het mogelijk deze op kamertemperatuur te gebruiken en werd het mogelijk diodelasers in cd-spelers, glasvezel en andere toepassingen te gebruiken. Kroemer werd een pionier in moleculaire bundelepitaxie, zich erop richtend deze technologie op nog niet eerder geteste nieuwe materialen toe te passen.
Kroemer overleed op 8 maart 2024 op 95-jarige leeftijd.

## Prijzen
- 1973 - J.J. Ebers Award
- 1982 - Heinrich-Welker-medaille
- 1986 - IEEE Jack Morton Award
- 1994 - Alexander-von-Humboldt-onderzoeksprijs
- 2002 - IEEE Medal of Honor[2]